# Reggie Cannon
Reggie Cannon (Chicago, 1998. június 11. –) amerikai válogatott labdarúgó, posztját tekintve hátvéd.

## Pályafutása

### Klubcsapatokban
Cannon az illinois-i Chicago városában született. Az ifjúsági pályafutását a Dallas akadémiájánál kezdte.
2017-ben mutatkozott be a Dallas első osztályban szereplő felnőtt csapatában. Először a 2017. szeptember 3-ai, New York Red Bulls ellen 2–2-es döntetlennel zárult mérkőzés 90+2. percében, Michael Barrios cseréjeként lépett pályára. Első gólját 2018. május 19-én, a Vancouver Whitecaps ellen szintén 2–2-es döntetlennel végződő találkozón szerezte meg. 2020. szeptember 9-én ötéves szerződést kötött a portugál első osztályban érdekelt Boavista együttesével. 2020. szeptember 19-én, a Nacional ellen 3–3-as döntetlennel zárult bajnokin debütált. A 2023–24-es szezonban az angol QPR-nál szerepelt.

### A válogatottban
Cannon az U17-es és az U19-es korosztályú válogatottakban is képviselte Amerikát.
2018-ban debütált a felnőtt válogatottban. Először a 2018. október 17-ei, Peru ellen 1–1-es döntetlennel zárult mérkőzésen lépett pályára. Első gólját 2021. június 9-én, Costa Rica ellen 4–0-ra megnyert barátságos mérkőzésen szerezte meg.

## Statisztikák
| Klub     | Szezon   | Osztály       | Bajnokság | Bajnokság | Kupa  | Kupa | Nemzetközi | Nemzetközi | Összesen | Összesen |
| Klub     | Szezon   | Osztály       | Meccs     | Gól       | Meccs | Gól  | Meccs      | Gól        | Meccs    | Gól      |
| -------- | -------- | ------------- | --------- | --------- | ----- | ---- | ---------- | ---------- | -------- | -------- |
| Dallas   | 2017     | MLS           | 1         | 0         | 2     | 0    | —          | —          | 3        | 0        |
| Dallas   | 2018     | MLS           | 34        | 1         | 2     | 0    | 2          | 0          | 38       | 1        |
| Dallas   | 2019     | MLS           | 29        | 2         | 0     | 0    | —          | —          | 29       | 2        |
| Dallas   | 2020     | MLS           | 5         | 0         | 0     | 0    | —          | —          | 5        | 0        |
| Boavista | 2020–21  | Liga Portugal | 31        | 0         | 1     | 0    | —          | —          | 32       | 0        |
| Boavista | 2021–22  | Liga Portugal | 21        | 0         | 1     | 0    | —          | —          | 22       | 0        |
| Boavista | 2022–23  | Liga Portugal | 30        | 0         | 3     | 0    | —          | —          | 33       | 0        |
| QPR      | 2023–24  | Championship  | 21        | 0         | 0     | 0    | —          | —          | 21       | 0        |
| Összesen | Összesen | Összesen      | 172       | 3         | 9     | 0    | 2          | 0          | 183      | 3        |

### A válogatottban
| Válogatott       | Év       | Pályára lépés | Gól |
| ---------------- | -------- | ------------- | --- |
| Egyesült Államok | 2018     | 2             | 0   |
| Egyesült Államok | 2019     | 8             | 0   |
| Egyesült Államok | 2020     | 3             | 0   |
| Egyesült Államok | 2021     | 9             | 1   |
| Egyesült Államok | 2022     | 6             | 0   |
| Összesen         | Összesen | 28            | 1   |

#### Góljai a válogatottban
| # | Időpont         | Helyszín                                            | Ellenfél   | Gólok | Eredmény | Kiírás              |
| - | --------------- | --------------------------------------------------- | ---------- | ----- | -------- | ------------------- |
| 1 | 2021. június 9. | Rio Tinto Stadion, Sandy, Amerikai Egyesült Államok | Costa Rica | 3–0   | 4–0      | Barátságos mérkőzés |

## Sikerei, díjai
Amerikai válogatott
- CONCACAF-aranykupa
  - Győztes (1): 2021
  - Döntős (1): 2019

- CONCACAF Nemzetek ligája
  - Győztes (1): 2019–20